# Max Pagès
Max Pagès (* 26. Januar 1926 in Konstantinopel; † 25. Mai 2018 in Poissy) war ein französischer Psychologe, Psychotherapeut, Hochschullehrer und Autor.

## Leben
Max Pagès wuchs in Paris auf und studierte dort an der Universität von Paris (Sorbonne) Philosophie und Mathematik, bevor er sich dort und am Institut national d'étude du travail et d'orientation professionnelle (Inetop) der Psychologie zuwandte. Ein Jahresstipendium führte ihn 1951 in die Vereinigten Staaten, währenddessen er ein Trimester an der University of Chicago mit Carl Rogers arbeitete. Dieser hatte trotz zahlreicher inhaltlicher Differenzen einen großen Einfluss auf sein späteres Denken und seine Arbeiten. 1952 kehrte er nach Frankreich zurück und arbeitete für das Beratungsunternehmen CEGOS (Commission Générale d'Organisation Scientifique du Travail). In dieser Zeit suchte er nach Wegen, nondirektive Methoden in Trainings einzusetzen, und startete soziale Veränderungsexperimente in Unternehmen. 1958 verließ er CEGOS und gründete die unabhängige Gruppe von Sozialwissenschaftlern ARIP (Association pour la Recherche et l'Intervention en Psychosociologie). Parallel begann er, an der Universität Rennes und der Sorbonne zu arbeiten, promovierte in Psychologie und veröffentlichte zwei Bücher, darunter 1968 Das affektive Leben der Gruppen, in das Erfahrungen aus seiner Lehrtätigkeit einflossen. Er bemühte sich, seine Zeit dreizuteilen in Lehre, Publikationen sowie Erfahrungslernen in Trainings und sozialer Intervention. Es war ihm dabei sehr wichtig, persönliche und professionelle Entwicklung mit theoretischer Reflexion zu verknüpfen. Pagès nahm zahlreiche Einflüsse aus Europa und den USA aus den Bereichen der Psychoanalyse, des Marxismus und des Existenzialismus auf. Die Studentenproteste im Mai 1968 lösten eine persönliche und ideologische Krise aus, in deren Folge er die ARIP verließ. Pagès übernahm den Lehrstuhl für Sozialpsychologie an der Universität Paris-Dauphine und gründete dort das Laboratoire de Changement Social (Laboratorium sozialer Veränderung), das er bis 1981 leitete. Später wechselte er an die Universität Paris VII (Diderot).
Er war Mitbegründer des Institut européen d'études transnationales pour le développement des groupes et des organisations (E.I.T. – Europäisches Institut transnationaler Studien für die Entwicklung von Gruppen und Organisationen) und war Assoziiertes Mitglied des National Training Laboratorys, Institute of applied Behavioral Science (Washington/USA) sowie Ehrenpräsident des Französischen Bundes der integrativen und multireferentiellen Psychotherapie. Im Juni 2010 wirkte er im Programm der 40-Jahr-Feier des Laboratoire de Changement Social mit.

## Schriften
- La vie affective des groupes: esquisse d'une théorie de la relation humaine. 3. Auflage. Dunod, Paris 2002, ISBN 2-10-003995-4.
  - deutsch: Das affektive Leben der Gruppen: eine Theorie der menschlichen Beziehung. Aus dem Französischen übersetzt von Siegfried und Mathilde Furtenbach. Klett, Stuttgart 1974, ISBN 3-12-906290-4.
  - italienisch: L'esperienza affettiva dei gruppi. Borla 1981.
- L'orientation non-directive en psychothérapie et en psychologie sociale. Dunod, 1970.
  - Auszug: Die nicht-direktive Orientierung in der Sozialpsychologie, in: Gruppendynamik 2, 1971 (2), S. 153–160.
- Trace ou Sens. Le système émotionnel. H et G Editeur, 1986.
- Le travail amoureux: éloge de l'incertitude. 1991.
- mit Didier Van den Hove: Le travail d'exister: roman épistémologique. Decitre, 1996, ISBN 2-220-03882-3.
- Psychothérapie et Complexité. Desclée de Brouwer, 1993.
- Le phénomène révolutionnaire: une régression créatrice. Desclée de Brouwer, 1998.
- La Violence politique. Toulouse 2003, ISBN 2-7492-0118-7.
- L'implication dans les sciences.

### Aufsätze
- 1954: Orientierung und Methoden der betrieblich-sozialen Bildungsarbeit, in: Soziale Welt 5 (1), S. 28 ff.
- 1971: Bethel 1969. Eindrücke eines Immigranten, in: Gruppendynamik 2 (2), S. 112–127, englisches Original in: JABS 1971.
- 1971: Ein hochschuldidaktisches Experiment, in: Gruppendynamik 2 (3), S. 284–295, Auszug aus: ARIP (Hg.) (1966): Pédagogie et psychologie des groupes, Paris: Editions de l'Epi.
- 1973: Das Laboratorium mit flexiblen Strukturen, in: Gruppendynamik 4 (1), S. 18–26, Auszug aus einem Kapitel aus: L. P. Bradford; J. R. Gibb; K. D. Benne; Ronald O. Lippitt (Hrsg.) (1973): The Laboratory Method of Learning and Changing, John Wiley.
- 1974: Neue Bemerkungen über das affektive Leben der Gruppen. In: Gruppendynamik 5, S. 104–125.